# Симоновский камень

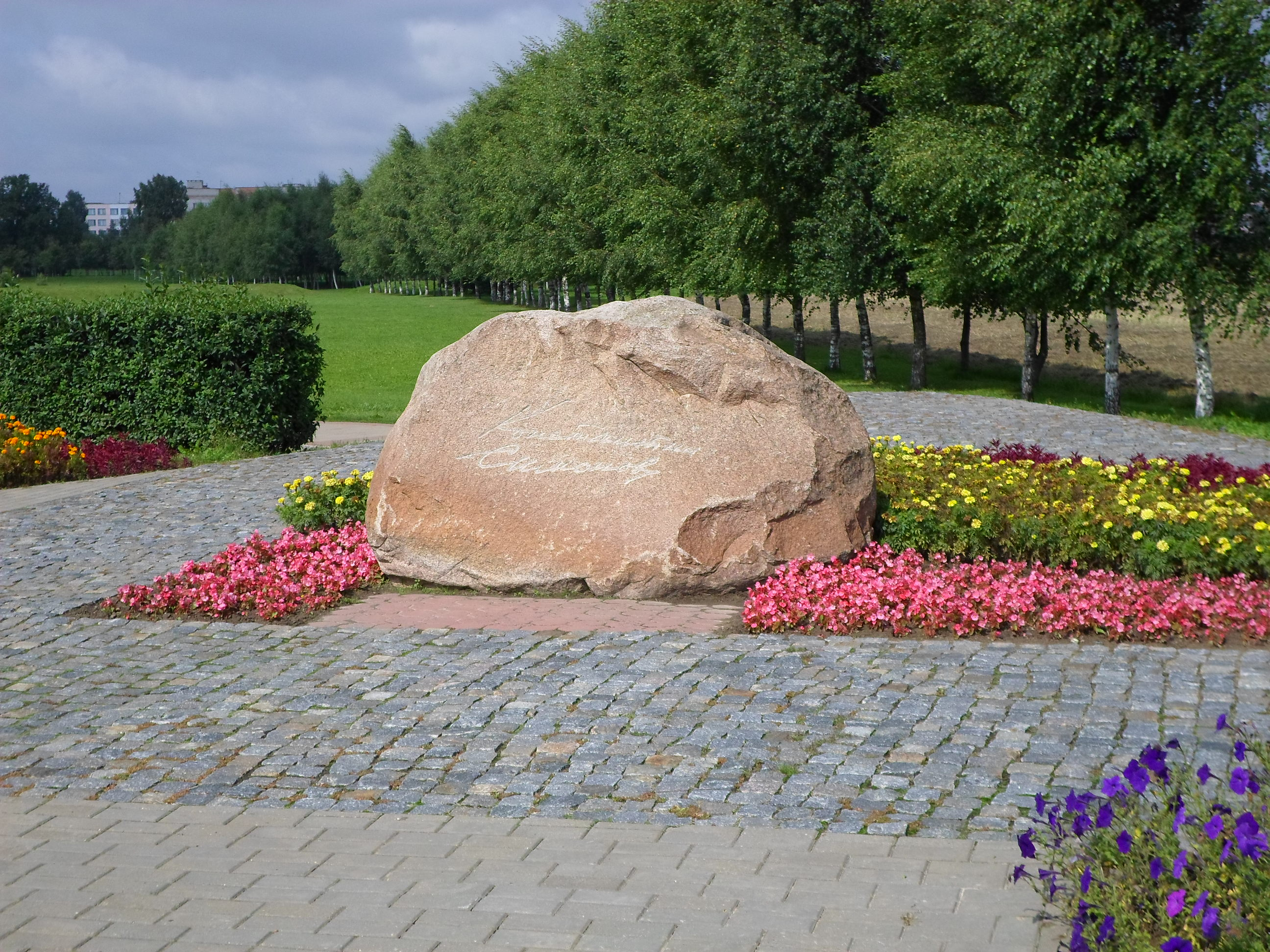

Мемориальный валун, установленный 25 ноября 1980 года на Буйничском поле под Могилевом. На камне выбит автограф писателя и журналиста Константина Симонова. С обратной стороны прикреплена табличка надписью: «К. М. Симонов. 1915—1979. Всю жизнь он помнил это поле боя 1941 года и завещал развеять здесь свой прах». Камень, представляющий собой древний ледниковый валун весом 15 тонн, был привезён из республиканского Музея валунов.
Симонов писал: «Я не был солдатом, был всего только корреспондентом, однако у меня есть кусочек земли, который мне век не забыть, — поле под Могилевом, где я впервые в июле 1941 года видел, как наши в течение одного дня подбили и сожгли 39 немецких танков…» Именно об этом он написал в романе «Живые и мертвые» и дневнике «Разные дни войны».